# Acuminiseta flaviterga
Acuminiseta flaviterga är en tvåvingeart som först beskrevs av Richards 1973.  Acuminiseta flaviterga ingår i släktet Acuminiseta och familjen hoppflugor. Inga underarter finns listade i Catalogue of Life.